# アッスマー・ニアン
アッスマー・ニアン（Assmaa Niang、1983年1月4日 - ）はモロッコのモハメディア出身の柔道選手。階級は70kg級。身長163cm。

## 人物
セネガル人の父親とフランス系モロッコ人の母親の間にモロッコで生まれるも、11歳の時にフランスのパリへ移住した。ハンドボールなどに取り組んでいたこともあって、柔道を始めたのは20歳になってからだった。フランス代表で国際大会などに出ていたが、2011年にモロッコへ国籍を変更すると、パンアラブ競技大会70kg級で優勝した。2013年にアフリカ選手権で優勝すると、地中海競技大会では3位になった。2014年のグランプリ・デュッセルドルフでは優勝を果たした。2016年にはアフリカ選手権で優勝するも、リオデジャネイロオリンピックでは初戦で地元ブラジルのマリア・ポルテラに有効で敗れた。2017年のアフリカ選手権で優勝するが、世界選手権では準決勝でプエルトリコのマリア・ペレスに技ありで敗れるなどして5位だった。2018年には地元で開催されたグランプリ・アガディールとアフリカ選手権で優勝した。世界選手権では準々決勝で大野陽子を小外掛で破るも、準決勝でフランスのマリー＝エヴ・ガイエに横四方固で敗れるなどして5位にとどまった。2021年7月に日本武道館で開催された東京オリンピックでは初戦で敗れた。

## 主な戦績
- 2011年 - パンアラブ競技大会　優勝
- 2012年 - アフリカ選手権　3位
- 2013年 - グランプリ・サムスン　2位
- 2013年 - アフリカ選手権　優勝
- 2013年 - 地中海競技大会　3位
- 2014年 - グランプリ・デュッセルドルフ　優勝
- 2014年 - グランプリ・サムスン　3位
- 2014年 - アフリカ選手権　3位
- 2014年 - グランプリ・青島　2位
- 2014年 - グランプリ・チェジュ　3位
- 2015年 - アフリカ選手権　2位
- 2015年 - アフリカオープン・ポートルイス　優勝
- 2015年 - グランドスラム・東京　5位
- 2016年 - アフリカオープン・カサブランカ　優勝
- 2016年 - グランプリ・トビリシ　3位
- 2016年 - アフリカ選手権　優勝
- 2017年 - アフリカオープン・カサブランカ　優勝
- 2017年 - アフリカ選手権　優勝
- 2017年 - 世界選手権　5位
- 2018年 - グランプリ・アガディール　優勝
- 2018年 - アフリカ選手権　優勝
- 2018年 - グランプリ・ザグレブ　3位
- 2018年 - 世界選手権　5位
- 2019年 - グランドスラム・エカテリンブルグ　3位
- 2020年 - アフリカ選手権　優勝
- 2023年 -　ヨーロッパオープン・ローマ　2位
- 2024年 - アフリカ選手権　2位

(出典、JudoInside.com)